# 羅大春
羅大春（1833年—1890年），字景山，貴州施秉縣人，清朝官員，湘軍系將領，曾於臺灣執行北臺灣防守任務及興建相關建築、開山撫番、開拓蘇花古道。

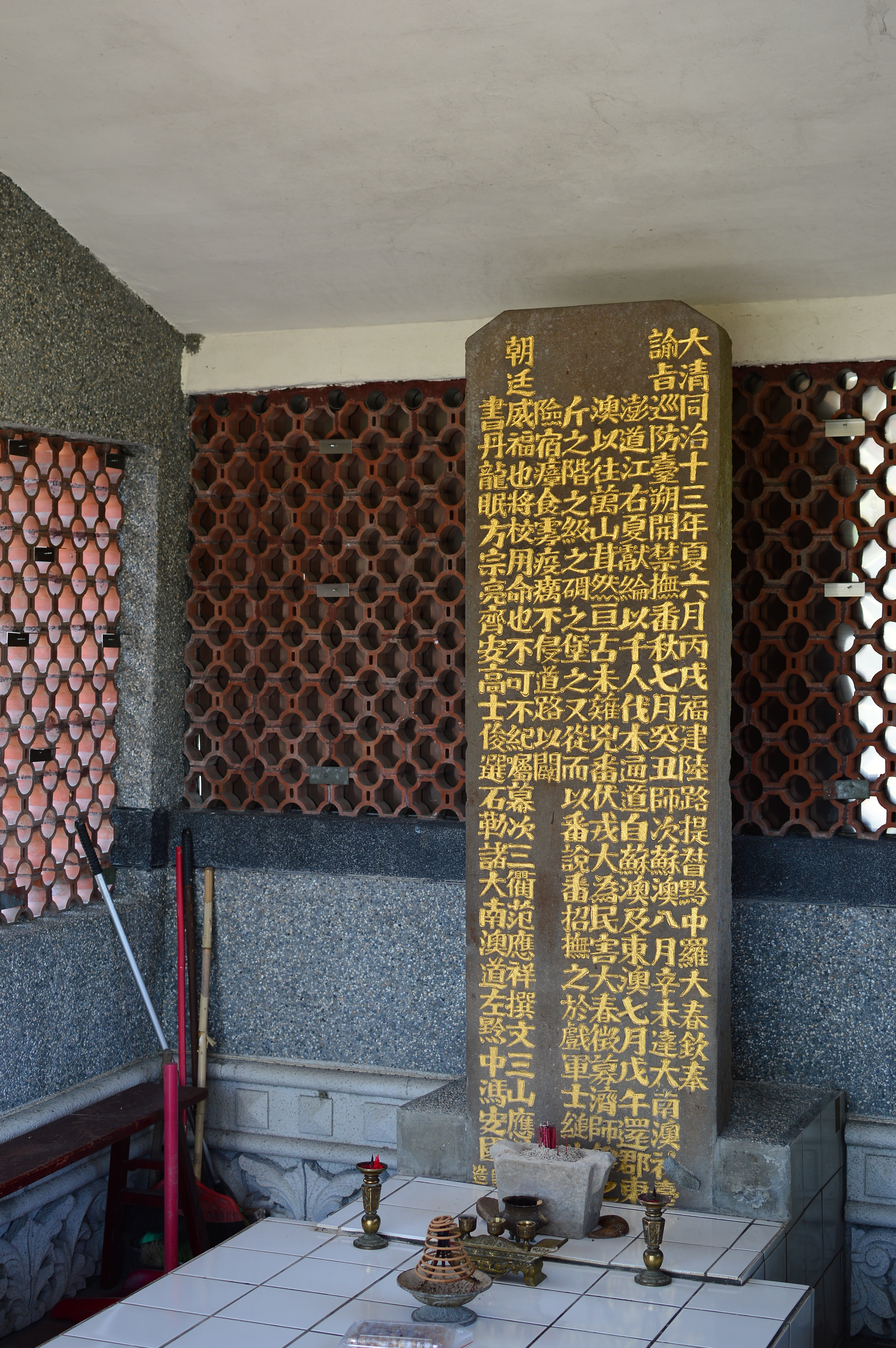
臺灣宜蘭縣蘇澳鎮大南澳震安宮前羅大春開路紀念碑，當地人尊稱「石牌仔公」

## 生平
羅大春在早年加入軍隊，並於中國東南各省參與平定太平天國戰役後隨左宗棠進入福建；在福建，他先後升任建寧鎮總兵、福寧鎮總兵及福建陸路提督。
同治十三年（1874年），沈葆楨在牡丹社事件爆發後前往臺灣並函調任職福建陸路提督的羅大春移駐臺北及蘇澳；但是，羅大春並沒有及時赴任，因而被革職留任。1874年6月20日，羅大春由福建泉州秀塗搭乘「靖遠號」出發，並於22日抵達安平。7月1日，羅大春自臺灣府城出發，循陸路於同月13日抵達蘇澳。隨後，羅大春率領親勇一哨前往臺灣協助北臺灣海岸防守任務規畫及督建工作；他在1874年7月17日(8月)至1875年（光緒元年）8月之間代理臺灣兵備道夏獻綸所負責之北臺灣防守及開山撫番事務。他協助設立了臺北府，主導開闢蘇澳東澳至奇萊（現今花蓮港北岸附近）之間的道路（蘇花古道）並於沿線興建碉堡，又興建了南風澳砲台並推動雞籠及滬尾地區砲台興建事務。
1875年8月之後，他離開臺灣並被調任為湖南提督。光緒四年（1878年），他再度被革職。

## 相關著作

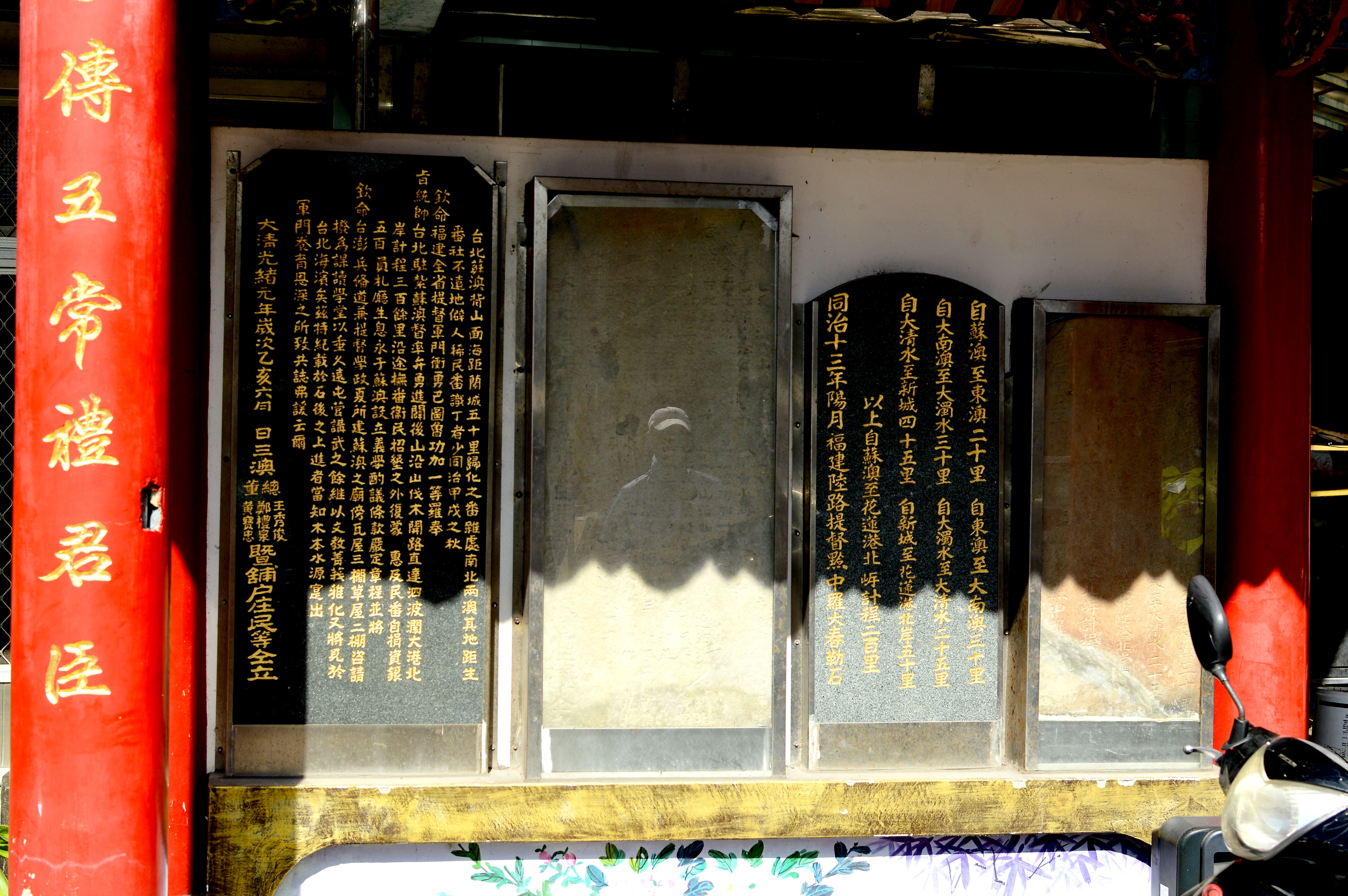
蘇澳鎮晉安宮前羅大春開闢道路里程碑記、羅提督興學碑

### 本人著作
- 《臺灣海防並開山日記》[14][15][16]
- 《思痛錄》[17]

### 他人著作
- 《罗大春著述与研究》，政协衢州市衢江区委员会、陈建勇，中国文史出版社，2015年[18]

## 流行文化

### 小說
- 《望天丘》[19]

## 參看
- 蘇澳晉安宮
- 蘇花古道
- 馬融和
- 羅大春開路紀念碑
- 太魯閣事件
- 羅提督興學碑
- 蘇澳冷泉
- 新城鄉 (台灣)
- 陳輝煌

## 連結
- 羅大春 （页面存档备份，存于）
- 羅大春的著作- 中國哲學書電子化計劃 （页面存档备份，存于）
- 羅大春開路紀念碑 - 斯土斯民-臺灣的故事 （页面存档备份，存于）
- 羅大春 - ||| 臺灣大學深化臺灣研究核心典藏數位化計畫||| （页面存档备份，存于）
- 羅大春| 故事
- 罗氏家园(http://www.luos.org)|晚清提督罗大春及其家世概略
- 放羊的狼: 1050713蘇澳-晉安宮、蘇澳冷泉、蘇花公路 （页面存档备份，存于）
- 【罗大春致夏献纶信札】_雅昌艺术 （页面存档备份，存于）